# Findomestic
Findomestic è un istituto di credito italiano, costituito nel 1984 e specializzato nel credito al consumo, cioè nel credito alle famiglie per l'acquisto di beni e servizi ad uso privato.

## Storia

### Anni 1980
Findomestic nasce il 27 settembre 1984, a Firenze, su iniziativa della Cassa di Risparmio di Firenze (28%) e di Cetelem (30% - società francese leader europea nel credito al consumo), con un capitale sociale di 5 miliardi di Lire insieme a Banco di Sardegna (25%), Cassa di Risparmio di Pistoia e Pescia (2%), Centro Leasing (10%), Compagnie Bancaire (5%).
Il 2 maggio 1985 viene formalizzata e finanziata la prima richiesta di credito proveniente da un rivenditore di Auto.
A dicembre, gli esercizi commerciali convenzionati sono oltre 700.
Nel 1988 immette sul mercato italiano la prima carta di credito a rimborso rateale (a circuito ristretto, ossia utilizzabile solo nel punto vendita presso il quale avviene l'emissione).
Vengono aperte le prime agenzie specializzate nel contatto diretto con i clienti a Palermo e Firenze e, in parallelo, iniziano i primi esperimenti di direct marketing: i negozianti convenzionati iniziano a inserire le richieste di finanziamento per via telematica ottenendo le risposte in tempo reale.

### Anni 1990
Nel 1992 Findomestic immette sul mercato Carta Aura, la prima carta di credito a rimborso rateale utilizzabile su circuito nazionale.
A dieci anni dalla costituzione Findomestic eroga nel 1994 1.000 miliardi di lire.
Nello stesso anno realizza il primo Osservatorio sui comportamenti del consumatore e sull'andamento dei mercati dei beni durevoli, una pubblicazione ideata per andare incontro alle esigenze degli esercizi commerciali convenzionati.
Tra il 1995 e il 1996 Findomestic è una delle prime società in Italia a realizzare il proprio sito internet.
Nello stesso anno, per la prima volta appare in TV con la pubblicità abbinando il comico Paolo Hendel al proprio prodotto Carta Aura, che verrà in seguito emessa con il marchio MasterCard, allargando la possibilità di utilizzo della carta sia in Italia che all'estero.
Il 1999 porta Findomestic ad acquisire lo status di banca senza cambiare la sostanza della sua attività trasformandosi in Findomestic Banca S.p.A..

### Dopo il 2000
Nel 2000 Findomestic Banca, Findomestic Leasing e Findomestic Sviluppo danno vita a Findomestic Gruppo.
L'anno seguente Findomestic Banca ottiene la Certificazione di qualità ISO 9001  ed intraprende un progetto di sponsorizzazioni sportive a fianco di sei importanti federazioni e leghe. Il progetto coinvolge le federazioni di Atletica leggera, Canottaggio e Pallacanestro e le leghe Pallanuoto, Volley Femminile e rugby.
Il 2002 segna la nascita di Credirama S.p.A., società specializzata nell'offerta di servizi di credito al consumo alla clientela dei punti vendita Emmezeta e Conforama: essa è infatti una joint venture tra Findomestic Banca e Conforama società leader nella distribuzione di mobili in Francia.
Nel 2003 viene fondata Credial Italia S.p.A., una società specializzata nell'erogazione rapida di finanziamenti d'importo ridotto.
Nel 2004 Findomestic, a 20 anni dalla sua nascita, ha 2.000 dipendenti e raggiunge la quota di mercato del 13%.
Con il 2005, Findomestic Banca acquista il 97% del capitale di Nova Banka (Belgrado) nell'ambito di un progetto di espansione verso l'estero concordato con i propri azionisti.
Nel 2006, Findomestic Banca crea Bieffe5, una società nata con il compito di sviluppare l'attività di cessione del quinto, e dà vita a Findomestic Network, una società realizzata per gestire una rete di agenti incaricati di vendere i prodotti del Gruppo.
Il 10 settembre 2007 Findomestic lancia il progetto Vision 2010 che prevede una radicale trasformazione della struttura organizzativa delle reti commerciali al fine di renderle più efficienti nella risposta al cliente finale (cliente e partner commerciale).
Nel 2009 Findomestic entra a far parte del Gruppo BNP Paribas che detiene, attraverso BNP Personal Finance, il 75% del suo capitale sociale.
Nel 2011 il Gruppo BNP Paribas, tramite BNP Personal Finance, acquisisce il 100% del capitale Findomestic.
Nel 2013 si realizza il progetto "Findomestic Banca" che innova il modello di business della Banca e ne rafforza la centralità del cliente; viene introdotta la firma digitale per la gestione 100% online delle richieste di credito.
Nel 2014 Findomestic compie 30 anni di attività e incorpora Bieffe5, società specializzata nella cessione del quinto dello stipendio.
Nel 2015 si completa la ristrutturazione dell'immobile di via Pratese 107, sede che riceve la Certificazione LEED GOLD, prima azienda ad ottenere questa attestazione a Firenze.
Nel 2016 Findomestic chiude con il miglior risultato della sua storia: 234,9 milioni di utile (+40% rispetto al 2015) e una produzione di 7,3 miliardi €, dati che posizionano la Banca come leader nel settore del credito al consumo, con una quota di mercato del 12%.
Nel 2018, per la prima volta nella storia della Banca, viene avviato un progetto legato all’introduzione di un conto corrente. A giugno 2018, viene, infatti, lanciato in via sperimentale l’innovativo Conto Corrente Findomestic che diventerà un prodotto di punta nel corso del 2019.
Nel 2019 la presentazione di un nuovo logo che richiama i valori di responsabilità, solidità e affidabilità, ma anche autorevolezza e innovazione, tutti rappresentativi, da oltre 30 anni, del modo di essere di Findomestic.